# هان فان میخه‌رن
هان فان مِیْخه‌رِن (به هلندی: Han van Meegeren) با نام اصلی هنریکوس آنتونیوس فان میخه‌رن (به هلندی: Henricus Antonius van Meegeren) نقاش و صورتگر هلندی بود. میخه‌رن یکی از هوشمندترین جعل کنندگان هنری قرن ۲۰ میلادی دانسته می‌شود.
میخه‌رن آثار بزرگان دوره طلایی هلند همچون فرانس هالس و یوهانس فرمیر را کپی کرده و می‌فروخت. هرمان گورینگ، از سران حزب نازی آلمان، تعدادی از کارهای میخه‌رن را خریده بود. پس از شکست آلمان در جنگ جهانی میخه‌رن به جرم فروش میراث فرهنگی هلند بازداشت شد. او متهم به خیانت به وطن شد (که مجازاتش اعدام بود). میخه‌رن در دادگاه به جعلی بودن تابلوها اعتراف کرد و برای اثبات حرفش درخواست کرد که وسایل مورد نیازش را در اختیارش بگذارند تا یکی از آثار دوره طلایی هلند را جعل کند. نهایتاً میخه‌رن به جرم جعل آثار هنری به یک سال زندان محکوم شد.